# Turn Back (album)
Turn Back je treći album sastava Toto. Album je kritiku razočarao, a sastav je skoro izgubio ugovor s diskografskom kućom. Prodali su 900.000 kopija.

## Popis pjesama
1. "Gift with a Golden Gun" (David Paich/Bobby Kimball)  – 4:00
2. "English Eyes" (David Paich/Bobby Kimball/Jeff Porcaro/Steve Porcaro)  – 6:11
3. "Live for Today" (Steve Lukather)  – 4:00
4. "A Million Miles Away" (David Paich)  – 4:26
5. "Goodbye Elenore" (David Paich)  – 4:52
6. "I Think I Could Stand You Forever" (David Paich)  – 5:25
7. "Turn Back" (Bobby Kimball/Steve Lukather)  – 3:58
8. "If It's the Last Night" (David Paich)  – 4:28